# Андерссон, Гуннар Вильгельм
Гуннар Вильгельм Андерссон (швед. Gunnar Wilhelm Andersson) — шведский предприниматель и промышленник

## Биография
Гуннар родился в семье торговца Вильгельма Андерссона (швед. Wilhelm Andersson), в 1907 году в Скаре сдал экзамен на атестат зрелости и обучался в Гётеборгской торговой гимназии. После завершения обучения сперва месяц работал в Норрчёпинге, а затем в Varbergs Yllefabrik, поначалу в должности корреспондента, но позже дослужился до менеджера. С 1911 по 1914 годы работал в Abraham und Gebrüder Frowein в качестве её представителя в Скандинавии и России, а в 1914 году в Стокгольме открыл собственную фирму, занимающуюся бизнесом преимущественно в России.
В 1918 году приобрёл имение Скагерхольм в коммуне Лаксо, которое в 1936 году подарил сотрудникам Kooperativa Förbundet.

### Русский заказ
Весной 1920 года Гуннар Андерссон через адвоката Вильгельма Хелберга (швед. Vilhelm Hellberg) вызвался быть представителем шведских промышленников при переговорах с русской делегацией, которая сделала остановку в Стокгольме по пути в Копенгаген. Встретившись с главой делегации Леонидом Красиным, Гуннар узнал, что речь идёт о заказе для России нескольких тысяч паровозов, в том числе тысячу планировалось заказать в Германии, тогда как со шведскими заводами возникли проблемы. Речь шла о колоссальной сумме — несколько сотен миллионов шведских крон, причём оплата была золотом, однако заказ требовалось выполнить всего за несколько лет, а потому шведские заводы попросту не решились за него браться. Тогда имевший опыт в бизнесе Андерссон решил сам выполнить этот заказ, для чего прежде всего требовалось приобрести локомотивостроительный завод. Выбор пал на крупное предприятие Nydqvist & Holm AB (NOHAB), которое на тот момент имело штат из 780 человек, но для его приобретения нужны были деньги, которых у предпринимателя не имелось, но он сумел заручиться поддержкой Красина на получение кредита.
В Тролльхеттане Андерссон встретился с директором завода Германом Нюдквистом; 58-летний Нюдквист в это время был болен, поэтому согласился продать компанию. Получив от него соответствующую бумагу, Гуннар отправился в Копенгаген, где 15 мая 1920 года, после нескольких недель переговоров, между Центросоюзом и Андерссоном было заключено соглашение о постройке 1000 больших паровозов по цене каждого в 230 000 крон, то есть на общую сумму 230 000 000 крон — ни до, ни после шведские локомотивостроительные заводы не будут заключать отдельные договора на такие крупные суммы; в самой Швеции эта сделка известна как Ryssordern (со швед. — «Русский заказ»). Часть стоимости паровозов при этом Россия должна была оплатить авансом, из которого Андерссон на первых порах получал 7 миллионов крон: 4 должны были уйти на расширение мощностей для выполнения заказа, а 3 — на оплату материалов для постройки первых 100 паровозов. С 7 миллионами и соглашением на 230 миллионов Гуннар Андерссон отправился к Нюдквисту, у которого 19 июня 1920 года за 5,5 миллионов крон выкупил 5947 из 6000 акций; 50 акций Герман Нюдквист оставил для своего сына, а ещё часть принадлежала SKF.
Гуннар Андерссон стал владельцем крупного локомотивостроительного завода, однако стоит оговориться, что по российским меркам размеры NOHAB были достаточно скромными, а годовой выпуск составлял лишь 40 паровозов. Но при участии российских инженеров и на предоставленные Россией кредиты, предприятие быстро расширилось, а также подключило к выполнению заказов подрядчиков и к 1922 году его штат уже был втрое выше первоначального. Однако в том же 1922 году по требованию российской стороны заказ был сокращён до 500 локомотивов, что повлекло и сокращение штата завода. После выполнения «Русского заказа», который затребовал все производственные мощности, NOHAB стал испытывать финансовые трудности и только турецкий заказ 1927 года позволил ему избежать банкротства. Фактически от данного заказа выиграл только сам Гуннар Андерссон, который стал владельцем крупного завода и даже расширил его, при этом не потратив на него ни эре из собственных денег.

## Личная жизнь
Был женат на виолончелистке Милус Саркоши-Конка (швед. Milus Szarköszi-Konka).